# 契諾維克
《契諾維克》（羅馬化：Chernovik，直译：草案）週報，是由名為斯沃博达·斯洛瓦（羅馬化：Svoboda Slova，直译：言論自由）的組織所發行，其總部位於俄羅斯北高加索地區的達吉斯坦；無國界記者組織稱讚此報為「領跑達吉斯坦的獨立報紙」；該報發行量為達吉斯坦地區第三大。

## 領導人物
《契諾維克》為達吉斯坦記者卡馬洛夫於2003年創立，他同時兼任總編輯職務（2005－2006年）；後來由纳迪拉·艾沙耶弗和比利亞凱·馬戈梅多夫（Biyakai Magomedov）接續至今。但由於當局對於達吉斯坦記者的騷擾，纳迪拉·艾沙耶弗2012年2月以哥倫比亞大學哈里曼研究中心訪問學者的身分前往美國；卡馬洛夫則在2011年12月15日被不明兇手槍殺。

## 遭當局起訴
2008年，時任該報總編輯的纳迪拉·艾沙耶弗發表了一系列文章，批評俄羅斯聯邦安全局在達吉斯坦地區打擊叛亂組織的作法。同時她在接受採訪時痛批地方當局的腐敗，以及前游擊隊領導人和克里姆林宮勾結。
2008年7月31日，艾沙耶弗遭到逮捕，並被依《反極端主義法》中的「向執法官員煽動叛亂」等罪名起訴；若罪名成立，她將面臨最多5年的徒刑。
《契諾維克》報還有另外3名記者馬格梅·馬戈梅多夫（Magomed Magomedov）、阿圖爾·馬馬耶夫（Artur Mamayev）和帖木爾·穆斯塔法耶夫（Timur Mustafayev）以及他們的律師比利亞凱·馬戈梅多夫（Biyakai Magomedov）也都被起訴。

## 國際聲援
英國關注言論自由的人權組織「ARTICLE 19」譴責「起訴艾沙耶弗」的行為，是當局騷擾達吉斯坦記者的「一種流行」。無國界記者和國際組織保護記者委員會也表達抗議，後者授予纳迪拉·艾沙耶弗2010年國際新聞自由獎，以表彰她捍衛新聞自由的勇氣。
2010年1月，案子進入司法程序，檢查機關稱艾沙耶弗的文章「公開聲援恐怖主義」，並對她進行心理和語言方面的測試，試圖讓罪名成立。經過辯方的挑戰，這些測試的結果全被莫斯科的俄羅斯聯邦司法部司法鑒定研究中心推翻。2011年5月19日，艾沙耶弗和其同事的起訴皆被駁回。艾沙耶弗獲釋時表示，達吉斯坦的這起事件是對「新聞自由」的試金石。

## 卡馬洛夫之死
2011年12月15日，《契諾維克》創辦人卡馬洛夫離開辦公室時遭到暗殺，保護記者委員會形容該事件為「對新聞自由的致命打擊」、「對俄羅斯記者而言最危險之地——北高加索地區獨立新聞領域的巨大損失」。
人權觀察莫斯科辦公室副主任譚雅·古斯希娜（Tanya Lokshina）表示，「《契諾維克》因為對當地企業腐敗和執法機構濫權的報告樹立了許多敵人，卡馬洛夫的死將對該地區新聞自由帶來可怕的影響。」她並譴責俄羅斯當局對此案的消極態度，讓殺人兇手始終未獲法律制裁。
長期研究高加索地區的專家尤利婭·菲尼娜接受美聯社採訪時表示，如同安娜‧波利特科夫斯卡婭之死讓人們對車臣噤聲；卡馬洛夫之死將讓試圖瞭解達吉斯坦區域的人有所顧忌，人們將對寫出來的文章自我審查。

## 外部連結
- Официальный сайт газеты （页面存档备份，存于）（俄文）